# 499 TCN
499 TCN là một năm trong lịch La Mã.